# Parque del Clot
El parque del Clot es un parque público de Barcelona situado en el barrio de El Clot, en el distrito de Sant Martí. Se encuentra en la ubicación de un antiguo taller de RENFE, algunas de cuyas paredes fueron aprovechadas como elementos ornamentales. El proyecto del parque fue realizado en 1986 por Daniel Freixes i Melero y Vicente Miranda.

## Descripción

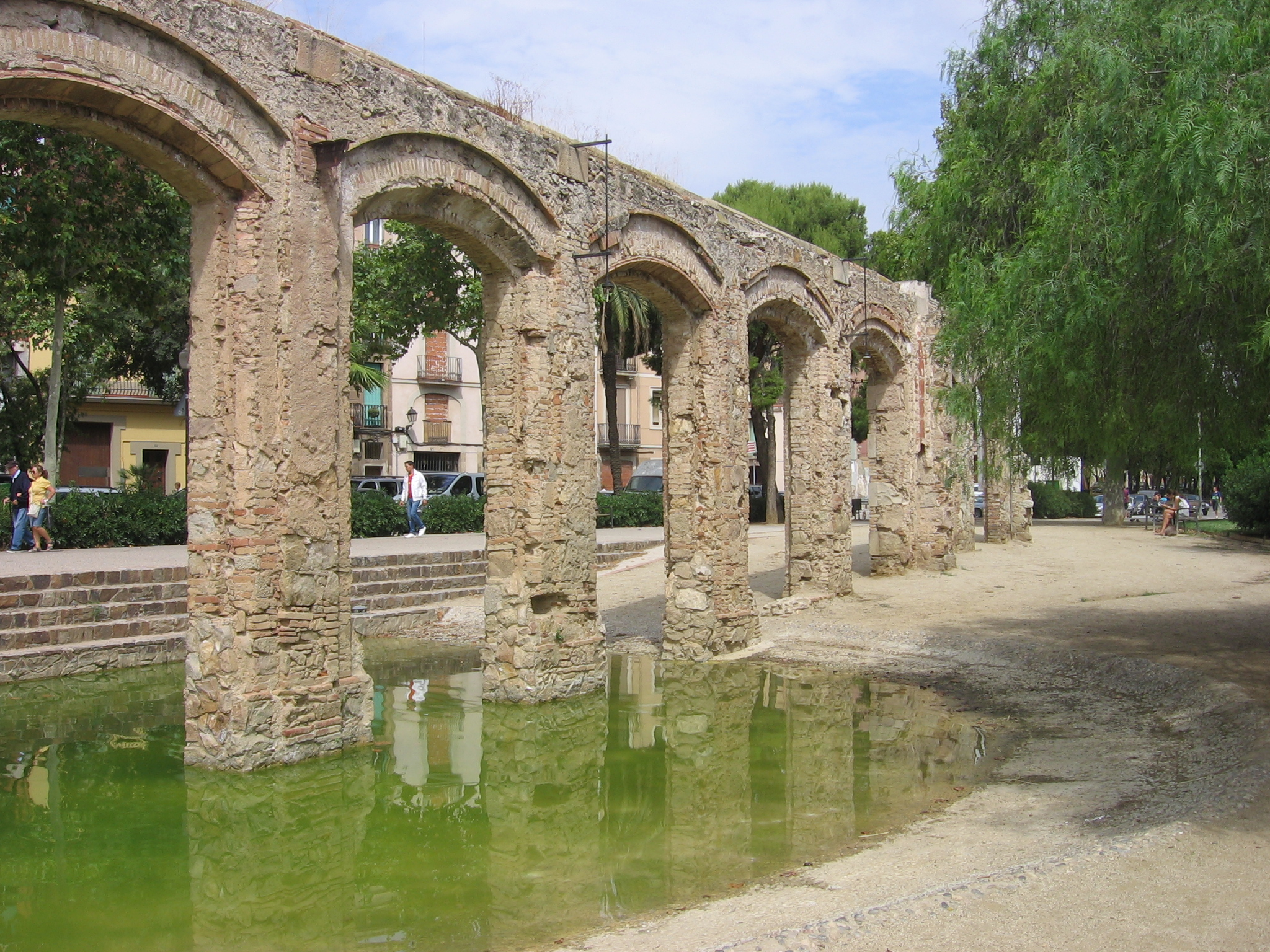
Vista del acueducto.

El parque tiene una superficie de 4,03 hectáreas. En su parte central se encuentra un largo corredor formado por grandes marcos metálicos de color blanco, que vertebra el recorrido por el parque. Desde aquí se distribuyen diversas zonas, como un polideportivo, un área de juego infantil, pistas de petanca y un lago, además de los espacios vegetales del parque. Uno de los elementos más espectaculares es el lago, surtido de agua por un acueducto de 25 m de longitud formado por unas arcadas que constituían la fachada del antiguo taller de RENFE, y cuyas aguas caen en cascada. Cerca se encuentra una especie de logia constituida igualmente por muros del antiguo edificio, con una serie de arcos de mampostería con columnas metálicas; en su interior se encuentra la escultura Ritos de primavera, del escultor norteamericano Bryan Hunt (1986), una pieza de bronce de 4 m de altura que representa un salto de agua.

## Vegetación

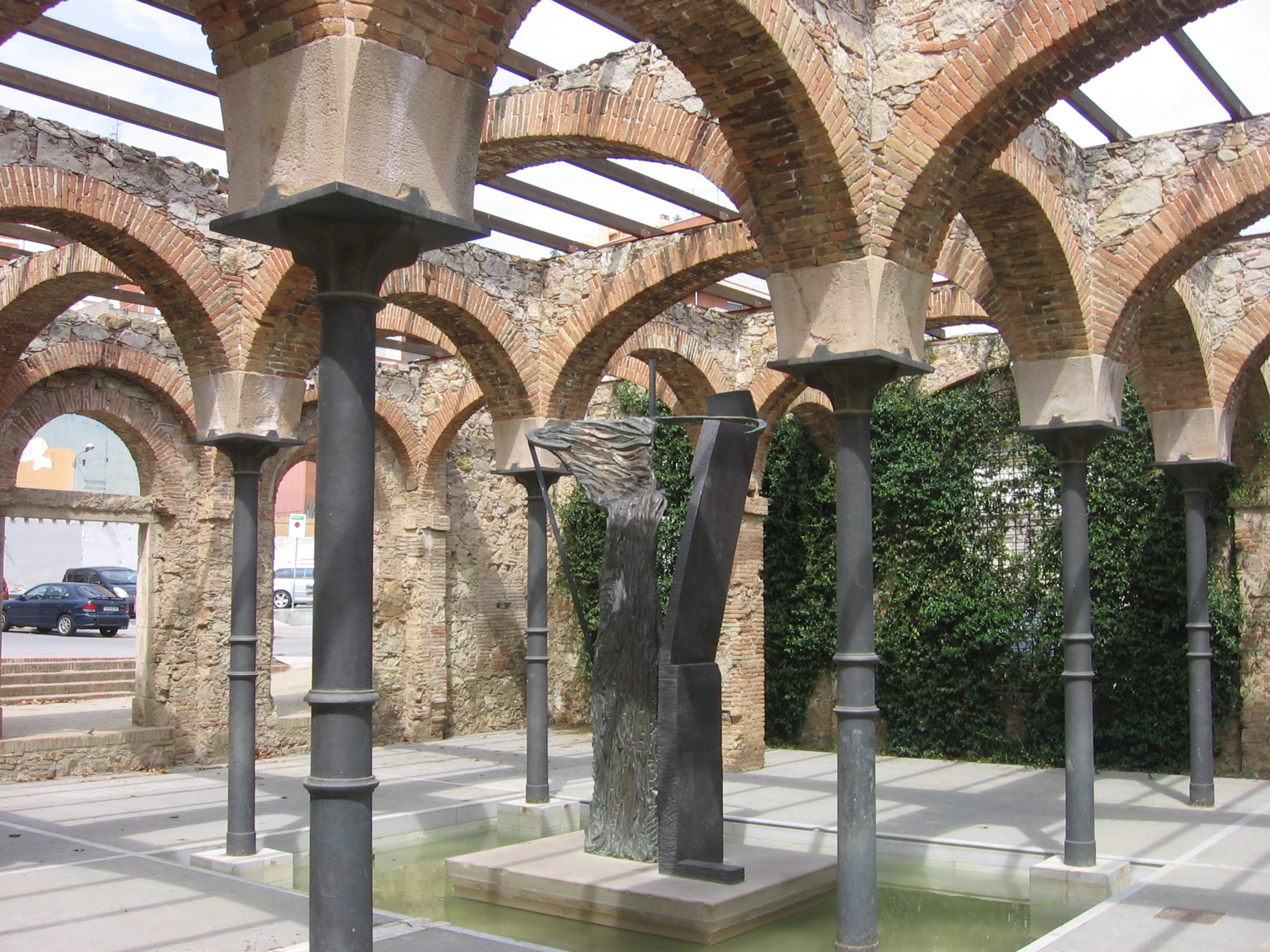
Logia con la escultura Ritos de primavera.

La vegetación del parque es de tipo mediterráneo, con especies como: la palmera datilera (Phoenix dactylifera), el plátano (Platanus X hispanica), el pino piñonero (Pinus pinea), la encina (Quercus ilex), la sófora (Sophora japonica), la acacia (Acacia saligna), el chopo del Canadá (Populus X canadensis), el ciprés (Cupressus sempervirens), el naranjo amargo (Citurs aurantium), la adelfa (Nerium oleander), el pitosporo (Pittosporum tobira), el aligustre arbóreo (Ligustrum lucidum), el laurel (Laurus nobilis), la tipuana (Tipuana tipu), el pimentero falso (Schinus molle), el sauce llorón (Salix sp.), etc.